# Nazionale maschile di calcio del Bangladesh
La nazionale di calcio del Bangladesh (in bengalese বাংলাদেশ জাতীয় ফুটবল দল) è la rappresentativa calcistica dell'omonimo paese asiatico ed è posta sotto l'egida della Bangladesh Football Federation, fondata nel 1972 ed entrata a far parte della FIFA nel 1974.
La squadra, che esordì nel 1973, non ha mai ottenuto risultati di rilievo, anche perché il calcio in Bangladesh è storicamente messo in ombra dal cricket, lo sport nazionale. Ciononostante, grazie alla vittoria della South Asian Football Federation Cup nel 2003, negli anni duemila il calcio nel paese ha conosciuto una popolarità crescente. La squadra non ha mai partecipato alla fase finale del campionato del mondo e ha preso parte a una fase finale della Coppa d'Asia, nell'edizione del 1980, uscendo al primo turno. A livello regionale vanta una vittoria della Coppa della federazione calcistica dell'Asia meridionale o SAFF Championship (con due altre finali disputate) e due medaglie d'oro ai Giochi dell'Asia meridionale.
Nel 2004 il Bangladesh compì un miracolo calcistico: per la prima volta nella sua storia batté nel derby la rivale India (4-2).
Occupa la 183ª posizione del ranking FIFA.

## Storia
Dopo l'indipendenza del paese (1971) la nazionale bengalese di calcio esordì il 26 luglio 1973 pareggiando per 2-2 a Kuala Lumpur, in Malaysia, contro la Thailandia. Fino al 14 agosto 1973 giocò tredici partite amichevoli, tutte a Kuala Lumpur, totalizzando tre pareggi e dieci sconfitte. Un anno dopo giocò due altre amichevoli, subendo due sconfitte a Bangkok, in Thailandia.
Nel 1978 il Bangladesh fu sconfitto a Bangkok da Malaysia e India in amichevole, mentre nel gennaio 1979 partecipò alle eliminatorie Coppa d'Asia 1980, aprendo con due pareggi contro Afghanistan e Qatar. Seguirono una pesante sconfitta per 4-0 contro il Qatar e una vittoria per 4-1 sugli afghani, prima vittoria nella storia della nazionale bengalese, che così si qualificò per la fase finale del massimo torneo continentale. Nelle amichevoli preparatorie perse tre partite (si ricorda lo 0-9 subito contro la Corea del Sud), ma colse la sua seconda vittoria della storia battendo per 3-1 lo Sri Lanka. Inserito in un girone di Coppa d'Asia comprendente anche l'Iran campione in carica, la Corea del Nord, Siria e Cina, esordì con una sconfitta onorevole (3-2) contro i nordcoreani, per poi perdere di misura anche contro i siriani (1-0), ma in seguito perse per 7-0 contro gli iraniani e per 6-0 contro i cinesi, terminando il torneo all'ultimo posto nel girone, con una differenza reti di -15.
Nel 1982, dopo un anno e mezzo trascorso senza giocare, la squadra giocò quattro amichevoli a Karachi, in Pakistan, ottenendo tre sconfitte di fila, incluso un netto 9-0 contro l'Iran. Nelle successive cinque amichevoli raccolse due vittorie e tre sconfitte. Nel 1984 era quindi a quota quattro vittorie in undici anni di attività.
Le qualificazioni alla Coppa d'Asia 1984, nell'agosto di quell'anno, videro i bengalesi nel girone con Iran, Siria, Thailandia e Filippine.compi un miracolo riuscendo a raggiungere i semifinali 

## Risultati in Coppa del mondo
- Dal 1930 al 1982 - Non partecipante
- Dal 1986 al 2026 - Non qualificata

## Risultati in Coppa d'Asia
- Dal 1956 al 1976 - Non partecipante
- 1980 - fase a gironi
- Dal 1984 al 1992 - Non qualificata
- 1996 - Ritirata
- Dal 2000 al 2007 - Non qualificata
- Dal 2011 al 2015 - Non partecipante

## Risultati in AFC Challenge Cup
- 2006 - Quarti di finale
- 2008 - Non qualificata

## Risultati in South Asian Football Federation Cup
- 1993 - Non partecipante
- 1995 - Semifinalista
- 1997 - Fase a gruppi
- 1999 - 2º posto
- 2003 - Vincitrice
- 2005 - 2º posto
- 2008 - Fase a gruppi
- 2009 - Semifinalista

## Rosa attuale
Lista dei 23 giocatori convocati per la doppia sfida amichevole contro il Nepal del 13 e 17 novembre 2020.
Presenze, reti e numerazione aggiornate al 13 novembre 2020
| 1  | P | Shahidul Yousuf Sohel | 12 febbraio 1991  | 22 | 0 | Abahani Dhaka          |  |  |
| 23 | P | Anisur Rahman Zico    | 10 agosto 1997    | 1  | 0 | Bashundhara Kings      |  |  |
|    |   |                       |                   |    |   |                        |  |  |
| 4  | D | Topu Barman           | 20 dicembre 1994  | 31 | 3 | Bashundhara Kings      |  |  |
| 14 | D | Yeasin Khan           | 16 settembre 1994 | 29 | 3 | Bashundhara Kings      |  |  |
| 3  | D | Rahmat Mia            | 8 dicembre 1999   | 16 | 0 | Saif Sporting Club     |  |  |
| 2  | D | Bishwanath Ghosh      | 30 maggio 1999    | 14 | 0 | Bashundhara Kings      |  |  |
| 5  | D | Riyadul Hasan Rafi    | 29 dicembre 1999  | 8  | 0 | Saif Sporting Club     |  |  |
| 19 | D | Sushanto Tripura      | 5 ottobre 1998    | 4  | 0 | Bashundhara Kings      |  |  |
| 12 | D | Yeasin Arafat         | 5 gennaio 2003    | 1  | 0 | Saif Sporting Club     |  |  |
|    |   |                       |                   |    |   |                        |  |  |
| 6  | C | Jamal Bhuyan          | 10 aprile 1990    | 45 | 0 | Kolkata Mohammedan (C) |  |  |
| 11 | C | Sohel Rana            | 27 marzo 1995     | 37 | 0 | Abahani Dhaka          |  |  |
| 7  | C | Biplu Ahmed           | 5 maggio 1999     | 17 | 3 | Bashundhara Kings      |  |  |
| 16 | C | Mohammad Ibrahim      | 7 agosto 1997     | 14 | 1 | Bashundhara Kings      |  |  |
| 10 | C | Robiul Hasan          | 26 giugno 1999    | 13 | 3 | Bashundhara Kings      |  |  |
| 13 | C | Atiqur Rahman Fahad   | 15 settembre 1995 | 5  | 0 | Bashundhara Kings      |  |  |
| 18 | C | Manik Hossain Molla   | 11 marzo 1999     | 3  | 0 | Chittagong Abahani     |  |  |
| 21 | C | Rakib Hossain         | 20 novembre 1998  | 2  | 0 | Chittagong Abahani     |  |  |
|    |   |                       |                   |    |   |                        |  |  |
| 9  | A | Nabib Newaj Jibon     | 17 agosto 1990    | 28 | 5 | Abahani Dhaka          |  |  |
| 20 | A | Mahbubur Rahman Sufil | 10 settembre 1999 | 17 | 3 | Bashundhara Kings      |  |  |
| 22 | A | Saad Uddin            | 1º settembre 1998 | 13 | 1 | Abahani Dhaka          |  |  |
| 8  | A | Tawhidul Alam Sabuz   | 14 settembre 1990 | 10 | 0 | Bashundhara Kings      |  |  |
| 15 | A | Sumon Reza            | 15 giugno 1995    | 1  | 0 | Uttar Baridhara SC     |  |  |
| 17 | A | M S Bablu             | 27 novembre 1997  | 0  | 0 | Bangladesh Police FC   |  |  |

## Tutte le rose

### Coppa d'Asia
Coppa d'Asia 1980Abul, Ali, Aminur, Anwar, Aslam, Atiar uddin, H. Babul, Chunnu, Mohasin, Mokul, Mursedi, Pintu, Rakib, Salauddin, Selim, Shantu, Vadra, Yousuf, CT: Rahim